# Лёпа, Дмитрий Сергеевич
Дми́трий Серге́евич Лёпа (укр. Дмитро Сергійович Льопа; род. 23 ноября 1988, Кременчуг, Полтавская область) — украинский футболист, полузащитник

## Биография

### Клубная карьера
Начинал заниматься в футбольной школе «Атлант» в Кременчуге (тренер — Мурадян С. В.). В 2003 году приглашался в московский ЦСКА, но не решился переехать в Россию.
С 2004 года выступал за дублирующий состав «Днепра» Днепропетровск (2004—08 — 64 игры, 22 гола). В чемпионате Украины дебютировал 14 июля 2007 года в матче «Днепр» — «Кривбасс» — 2:0. В Кубке УЕФА сезона 2007/08 сыграл четыре игры против польского «Белхатува» и шотландского «Абердина», трижды выходя на замену и один матч отыграв полностью.
В июле 2013 года перешёл в львовские «Карпаты». В июне 2014 года после окончания контракта не нашёл общий язык с руководством львовян, хотя была возможность пролонгации контракта, и покинул «Карпаты».
В июне 2014 года перешёл в запорожский «Металлург» подписав годичный контракт.
В июле 2015 года стал игроком харьковского «Металлиста». В новой команде взяв 11 номер. 1 февраля 2016 стало известно, что Дмитрий перешёл в венгерский клуб «Академия Пушкаша».
В июне 2017 года украинский полузащитник хорватского «Осиека» Дмитрий Лёпа подписал полноценный контракт на три года, в составе которого провёл отличный сезон отметившись 8 голами и пятью голевыми передачами в 21 матче чемпионата Хорватии. По итогам футбольного сезона Лёпу признали лучшим игроком команды.
30 октября 2021 года провёл 100-й матч за «Осиек» в чемпионате Хорватии.

### Карьера в сборной
Осенью 2007 года был приглашён в состав молодёжной сборной Украины.